# アクロスティックリング

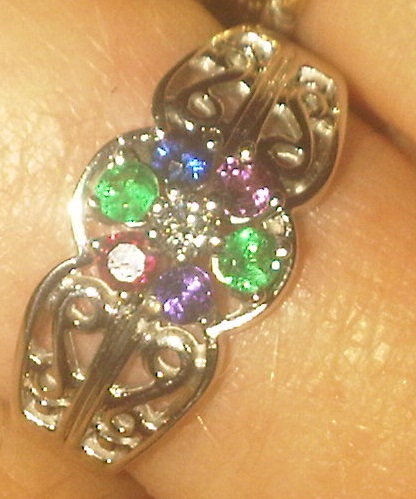
DEARESTリング。Tにはトパーズの代わりにトルマリンが使われている。

アクロスティックリング（英語: acrostic ring）は、19世紀ヴィクトリア朝に流行した指輪である。「アクロスティック」は折句を意味し、バンド上に取り付けられた貴石の頭文字が "dearest" や "regards" といった単語になっている。

## DEARESTリング
デザインの観点からは、最も一般的な形式は石を直線状や八角形（ヒナギクの花の形）に並べて対象となる単語を「綴る」ものが最も一般的である。「Dearest」（いとしい人、最愛なる人）という単語は以下の7つの石の頭文字で綴られる。
- Diamond（ダイヤモンド）
- Emerald（エメラルド）
- Amethyst（アメシスト）またはAlexandrite（アレキサンドライト）
- Ruby（ルビー）
- Emerald（エメラルド）
- Sapphire（サファイア）
- Topaz（トパーズ）

## REGARDSリング
Regardsリングは貴石を並べてその頭文字で「regards」（敬愛）という単語を綴る。
- Ruby（ルビー）
- Emerald（エメラルド）
- Garnet（ガーネット）
- Amethyst（アメシスト）
- Ruby（ルビー）
- Diamond（ダイヤモンド）
- Sapphire（サファイア）

## その他
宝石で綴られるその他の親愛さを表現する用語には、「adore」（アメシスト、ダイヤモンド、オパール、ルビー、エメラルド）や「love」（ラピスラズリ、オパール、ヴェルマリン、エメラルド）があり、その他にはフランス語の「souvenir」が使われたものもある。貴石ではなく模造宝石が使われることもある
。
伝統的に、これらの指輪は、婚約指輪としては贈られない。